# 2004年アテネオリンピックのアラブ首長国連邦選手団
2004年アテネオリンピックのアラブ首長国連邦選手団（2004ねんアテネオリンピックオリンピックのアラブしゅちょうこくれんぽうせんしゅだん）は、2004年8月13日から8月29日にかけてギリシャの首都アテネで開催された2004年アテネオリンピックのアラブ首長国連邦選手団、およびその競技結果。

## 概要
今大会は金メダル1個を獲得した。
射撃男子ダブルトラップでアハメド・アル＝マクトゥームが金メダルを獲得した。アラブ首長国連邦の選手としてオリンピック初めてのメダル獲得となった。

## メダル
| メダル | 選手名                       | 競技 | 種目               |
| ------ | ---------------------------- | ---- | ------------------ |
| 金     | アハメド・アル＝マクトゥーム | 射撃 | 男子ダブルトラップ |